# 卡莫尔
卡莫尔（法語：Camors，法語發音：[kamɔʁ]）是法国莫尔比昂省的一个市镇，属于洛里昂区。

## 地理
卡莫尔（47°50'52"N, 3°0'3"W）面积37.09 平方千米，位于法国布列塔尼大區莫尔比昂省，该省份为法国西北部沿海省份，位于布列塔尼半岛南部，北起阿摩尔滨海省、西接菲尼斯泰尔省，南濒大西洋，东南接大西洋卢瓦尔省，东临伊勒-维莱讷省。
与卡莫尔接壤的市镇（或旧市镇、城区）包括：博镇、普吕维涅、拉沙佩勒讷沃。

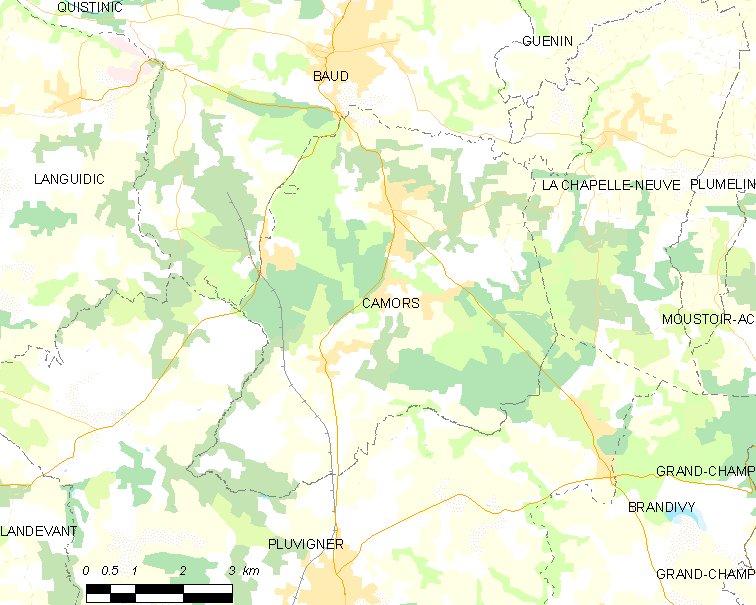
卡莫尔的OSM定位图

卡莫尔的时区为UTC+01:00、UTC+02:00（夏令时）。

## 行政
卡莫尔的邮政编码为56330，INSEE市镇编码为56031。

## 政治
卡莫尔所属的省级选区为普吕维涅县。

## 人口

1962-2008年间卡莫尔人口变化图示

卡莫尔于2022年1月1日时的人口数量为3180人。